# Haworthia venetia
Haworthia venetia är en grästrädsväxtart som beskrevs av M. Hayashi. Haworthia venetia ingår i släktet Haworthia och familjen grästrädsväxter. Inga underarter finns listade i Catalogue of Life.